# Совјетска репресија над пољским становништвом (1939–1946)
Након немачке и совјетске инвазије на Пољску, која се догодила у септембру 1939. године, територија Пољске је подељена на пола између Трећег рајха и Совјетског Савеза. Совјети су престали да признају пољску државу на почетку инвазије. Од 1939. немачки и совјетски званичници су координирали своју политику и репресивне акције везане за Пољску. Скоро две године након инвазије, два окупатора су наставили да разговарају о билатералним плановима за суочавање са пољским отпором током конференција Гестапо-НКВД до немачке операције Барбароса против Совјетског Савеза, јуна 1941.
Пакт Молотов-Рибентроп је сломљен и избио је нови рат, Совјети су већ ухапсили и затворили око 500.000 пољских држављана у макрорегији Креси, укључујући цивилне званичнике, војно особље и све друге „народне непријатеље“ као што су свештенство и пољски просветни радници: отприлике један од десет свих одраслих мушкараца. Постоје одређене контроверзе око тога да ли је политика Совјетског Савеза била оштрија од политике Трећег рајха до тог времена. Процењује се да је совјетским репресијама убијено око 150.000 пољских држављана.

## Последице совјетске инвазије на Пољску
Совјетски Савез је преузео 52,1% територије Пољске (око 200.000 km²) са преко 13.700.000 грађана на крају пољског одбрамбеног рата. Што се тиче националног састава ових области: 5,1 милион или 38% становништва су били Пољаци по етничкој припадности (писала је Елзбјета Трела-Мазур ), са 37% Украјинаца, 14,5% Белоруса, 8,4% Јевреја, 0,9% Руса и 0,6% Немаца. Такође је било 336.000 избеглица из области које је окупирала Немачка, већином Јевреја (198.000). Све пољске територије које је окупирао СССР припојене су Совјетском Савезу са изузетком области Вилњус која је прешла Литванији.
Совјетски Савез и Немачка су 28. септембра 1939. промениле тајне услове Пакта Молотов-Рибентроп. Некада суверена Литванија је премештена у совјетску сферу утицаја и апсорбована у СССР као потпуно нова Литванска ССР међу совјетским републикама. Линија разграничења преко центра Пољске померена је на исток, дајући Немачкој више пољске територије. Овим новим и коначним аранжманом – који се често описује као четврта подела Пољске, Совјетски Савез је обезбедио земље источно од река Пизе, Нарев, Буг и Сан. Подручје је износило око 200.000 km², које је настањивало 13,5 милиона некадашњих пољских држављана.
У почетку је совјетска окупација добила подршку међу грађанима Друге Пољске Републике. Неки припадници украјинског становништва поздравили су уједињење са Совјетском Украјином. Украјинци нису успели да остваре независност 1919. године када је њихов покушај самоопредељења сломљен током Пољско-совјетског и Пољско-украјинског рата. Такође, било је предратних пољских грађана који су присуство совјетског НКВД -а видели као прилику за покретање политичке и друштвене агитације. Многи од њих су починили издају Пољске државе помажући у хапшењима и погубљењима пољских званичника. Међутим, њихов ентузијазам је с временом избледео пошто је постало јасно да су совјетске репресије биле подједнако усмерене на све народе.

## Совјетска власт
Совјетски Савез никада није званично објавио рат Пољској и престао је да признаје пољску државу на почетку инвазије. Совјети нису класификовали пољско војно особље као ратне заробљенике, већ као побуњенике против нове совјетске власти у данашњој Западној Украјини и Западној Белорусији. НКВД и друге совјетске агенције потврдиле су своју контролу 1939. као инхерентни део совјетизације Кресије. Отприлике 250.000 пољских ратних заробљеника је заробљено од стране СССР-а током и након инвазије на Пољску. Пошто Совјетски Савез није потписао међународне конвенције о правилима ратовања, пољским заробљеницима је ускраћен правни статус. Совјетске снаге су побиле скоро све заробљене официре и послале бројне обичне војнике у совјетски Гулаг. У једном озлоглашеном злочину који је наредио Стаљин, совјетска тајна полиција је систематски стрељала и убила 22.000 Пољака у удаљеном подручју током Катињског масакра. Међу око 14.471 жртвом били су највиши официри пољске војске, укључујући политичке лидере, владине званичнике и интелектуалце. Нацисти су 1943. године у масовним гробницама у Катинској шуми открили око 4.254 мртва тела, који су позвали међународну групу неутралних представника и лекара да прегледају лешеве и потврде совјетску кривицу. 22.000 пољског војног особља и цивила је убијено у масакру у Катињу, али хиљаде других су биле жртве масакра НКВД-а над затвореницима средином 1941. године, пре немачког напредовања преко совјетске окупационе зоне.
Совјети су укупно убили десетине хиљада пољских ратних заробљеника. Многи од њих, као генерал Јозеф Олшина-Вилчињски, заробљени, саслушани и стрељани 22. септембра, убијени су током кампање 1939. године. Совјети су 24. септембра 1939. убили 42 особља и пацијената пољске војне болнице у селу Грабовец, близу Замошћа. Совјети су такође погубили све пољске официре које су заробили после битке код Шака, 28. септембра.
Совјетске власти су сматрале служење предратној пољској држави као „злочин против револуције“ и „контрареволуционарну активност“, и наставиле да хапсе велики број пољске интелигенције, бивших званичника, политичара, државних службеника и научника, интелектуалаца и свештенства, као и обичних људи за које се сматрало да представљају претњу совјетској власти. У две године између инвазије на Пољску и немачког напада на СССР 1941, Совјети су ухапсили и затворили око 500.000 Пољака. Ово је био отприлике један од десет од свих одраслих мушкараца. Међу ухапшеним припадницима пољске интелигенције били су бивши премијери Леон Козловски и Александар Пристор, Станислав Грабски и Станислав Гломбињски, као и породица Бачевски. Првобитно усмерена првенствено на могуће политичке противнике, до јануара 1940. кампања НКВД-а је такође била усмерена против потенцијалних савезника, укључујући пољске комунисте и социјалисте. Међу ухапшенима су били Владислав Броњевски, Александар Ват, Тадеуш Пајпер, Леополд Левин, Анатол Штерн, Теодор Парнички, Маријан Чухновски и многи други. Совјетски НКВД је погубио око 65.000 заточених Пољака након што су били подвргнути показним суђењима.
Број Пољака који су погинули због совјетских репресија у периоду 1939-1941 процењује се на најмање 150.000.

## Масовне депортације на исток
Отприлике 100.000 пољских држављана је ухапшено током две године совјетске окупације. Убрзо су затвори постали озбиљно претрпани, а сви притвореници су оптужени за антисовјетске активности. НКВД је морао да отвори десетине ад хоц затворских места у скоро свим градовима у региону. Талас хапшења и лажних осуда допринео је принудном пресељавању великих категорија људи („кулака“, пољских државних службеника, шумских радника, универзитетских професора, „осадника“) у радне логоре Гулага и прогнаничких насеља у удаљеним деловима Совјетског Савеза. Свеукупно, Совјети су послали око милион људи из Пољске у Сибир. Према Норману Дејвису, скоро половина је умрла до потписивања Споразума Сикорски-Мајски 1941. Око 55% депортованих у Сибир и совјетску централну Азију биле су Пољакиње.
У 1940. и првој половини 1941. Совјети су депортовали укупно више од 1.200.000 Пољака у четири таласа масовних депортација са совјетских окупираних пољских територија. Прва велика операција догодила се 10. фебруара 1940. године, са више од 220.000 људи послато првенствено на крајњи север и источну Русију, укључујући Сибир и Хабаровски крај. Други талас од 13. априла 1940. састојао се од 320.000 људи послатих првенствено у Казахстан. Трећи талас од јуна до јула 1940. године износио је више од 240.000. Четврти и последњи талас догодио се у јуну 1941, депортујући 300.000.
Према совјетском закону, сви становници анексиране области, које су Совјети називали држављанима бивше Пољске, аутоматски су добијали совјетско држављанство. Али, стварно додељивање држављанства захтевало је индивидуалну сагласност и становници су били под снажним притиском за такву сагласност. Оним избеглицама које су одустале претило је репатријацијом на територије Пољске под немачком контролом.
Пољаци и Совјети су поново успоставили дипломатске односе 1941, након споразума Сикорски-Мајски; али су их Совјети поново прекинули 1943. након што је пољска влада захтевала независно испитивање недавно откривених катинских гробних јама. Совјети су лобирали код западних савезника да признају просовјетску пољску марионетску владу Ванде Василевске у Москви.
Депортације су се, међутим, наставиле у јуну 1944. године, око 40.000 војника и званичника пољских подземних држава који су одбили да се придруже војсци под совјетском контролом премештено је у најудаљенија подручја СССР-а. Следеће године, између 40.000 и 50.000 људи - углавном из Горње Шлезије - депортовано је у логоре принудног рада.

## Земљишна реформа и колективизација
Црвена армија је унела забуну међу мештане тврдећи да они стижу да спасу Пољску од нациста. Њихово напредовање изненадило је пољске заједнице и њихове вође, који нису били саветовани како да одговоре на инвазију бољшевика. Пољски и јеврејски грађани су можда у почетку више волели совјетски режим него немачки, али су Совјети убрзо показали да су такође непријатељски и деструктивни према пољским грађанима. Почели су да конфискују, национализују и прерасподељују сву приватну и државну пољску имовину. Трупе Црвене армије су реквирирале храну и другу робу. Совјетска база подршке је привремено ојачана програмом земљишне реформе који је покренуо НКВД, у којем је већина власника великих парцела означена као „кулаци“ и развлашћена, а њихова земља подељена међу сиромашнијим сељацима.
Али, совјетске власти су започеле кампању присилне колективизације. Ова акција је у великој мери поништила раније политичке добитке од земљишне реформе, јер сељаци углавном нису хтели да се прикључе колхозним фармама, нити да бесплатно дају своје усеве да би испунили квоте које је наметнула држава, које су поткопавале готово свачије материјалне потребе.

## Демонтажа пољских државних и друштвених институција
Док су Немци спроводили своју политику засновану на расизму, совјетска администрација је своју стаљинистичку политику оправдавала позивањем на совјетску идеологију. У ствари, они су иницирали темељну совјетизацију и, у мањој мери, русификацију подручја. Одмах након освајања источне Пољске, совјетске власти су започеле кампању совјетизације новостечених области. Најкасније неколико недеља након што су се последње пољске јединице предале, 22. октобра 1939. године, Совјети су организовали изборе за Врховне совјете (законодавно тело) Западне Белорусије и Западне Украјине под контролом Москве. Резултат намештеног гласања био је да се легитимише совјетска анексија источне Пољске.
Након тога, све институције демонтиране пољске државе су затворене и поново отворене под надзорима које је поставио Совјетски Савез. Лавовски универзитет и многе друге школе су ускоро поново отворене, али су морале да раде као совјетске институције, а не да наставе своје раније наслеђе. Универзитет у Лаву је реорганизован у складу са Статутом совјетских виших школа. Школарина је укинута, јер је, заједно са полонофилском традицијом установе, то спречило већину руралног украјинскофоног становништва да похађа. Совјети су основали неколико нових катедри, посебно катедре за руски језик и књижевност. Отворене су и катедре марксизма-лењинизма, дијалектичког и историјског материјализма које су имале за циљ јачање совјетске идеологије. Совјетске власти су распустиле пољску књижевност и студије језика. Четрдесет пет нових чланова факултета распоређено је у Лавов, пребачено из других институција Совјетске Украјине, углавном са Харковског и Кијевског универзитета. Дана 15. јануара 1940. поново је отворен Лавовски универзитет; њени професори су почели да предају у складу са совјетским наставним плановима и програмима.
Истовремено, совјетске власти су покушале да уклоне трагове пољске историје на том подручју тако што су елиминисале много тога што је имало везе са пољском државом или чак пољском културом уопште. Дана 21. децембра 1939. пољска валута је повучена из оптицаја без икакве замене за новоуведену рубљу; то је значило да је целокупно становништво тог подручја преко ноћи изгубило сву своју животну уштеђевину.
Сви медији су постали под контролом Москве. Совјетске власти су спроводиле политички режим сличан полицијској држави, заснован на терору. Све пољске партије и организације су распуштене. Дозвољено је постојање само Комунистичке партије, са организацијама које су јој биле потчињене. Све организоване религије су биле прогањане. Сва предузећа је преузела држава, а пољопривреда је постала колективна.

## Експлоатација етничких тензија
Совјети су искористили прошле етничке тензије између Пољака и других етничких група које живе у Пољској; подстицали су насиље над Пољацима, сугеришући да би мањине могле да „исправе неправде које су претрпеле током двадесет година пољске владавине“. Предратна Пољска је била приказана као капиталистичка држава заснована на експлоатацији радних људи и етничких мањина. Совјетска пропаганда је тврдила да је неправедан третман не-Пољака од стране Друге Пољске Републике оправдао њено распарчавање. Совјетски званичници су отворено подстицали руљу на убиства и пљачке (1939–1945). Број погинулих у почетној терористичкој кампањи инспирисаној Совјетским Савезом остаје непознат.

## Инсталирање совјетске сателитске државе у Пољској
Како су снаге Трећег рајха потиснуте на запад 1945. у последњим месецима рата, формални суверенитет Пољске је поново успостављен од стране совјетске привремене владе, касније преименоване у Привремена влада Републике Пољске. Земља је остала под де факто војном окупацијом дуги низ година, под контролом совјетске Северне групе снага, које су биле стациониране у Пољској до 1993. године. У јесен 1944. јединице НКВД-а и оперативне групе СМЕРШ заробиле су око 25.000 пољских подземних бораца, укључујући 300 врхунских официра Домовинске армије. Трпели су масовне депортације у гулаге.
Између 1944. и 1946. године, хиљаде пољских бораца за независност активно су се супротстављале новом комунистичком режиму, нападајући сеоске канцеларије НКВД-а, СМЕРШ-а и пољске комунистичке тајне службе (УБ). Догађаји касних 1940-их су, према неким историчарима, представљали грађански рат пуног размера, посебно у источним и централним деловима земље (види: Проклети војници). Према изјавама Јозефа Свиатка и других комунистичких извора, број припадника пољског подземља, окупљених по наређењу Лаврентија Берије из НКВД-а и депортованих у Сибир и разне гулаге у Совјетском Савезу, достигао је 50.000 само 1945. године. Њихове политичке лидере киднаповао је Совјетски Савез, испитивани под мучењем и послани у затвор након монтираног суђења Шеснаесторици у Москви. Нико није преживео. Око 600 људи је умрло као резултат Августовске ране.
Документи тог доба показују да је проблем сексуалног насиља совјетских војника над пољским женама био озбиљан и током и након напредовања совјетских снага широм Пољске. Јоана Островска и Марцин Заремба из Пољске академије наука процењују да су силовања пољских жена достигла масовне размере након зимске офанзиве 1945. Да ли је број жртава могао достићи или чак премашити 100.000, само је ствар нагађања, с обзиром на традиционалне табуе међу женама које нису у стању да пронађу „глас који би им омогућио да отворено говоре“ о својим ратним искуствима „док чувајући своје достојанство“.
До данас, догађаји те и наредних година представљају камен спотицања у пољско-руским спољним односима. Совјетски Савез се 1989. извинио за своје злочине против Пољске. Међутим, 2020. године руски председник Валдимир Путин отишао је толико далеко да је окривио Пољску за почетак Другог светског рата.